# Pangrapta textilis
Pangrapta textilis là một loài bướm đêm trong họ Erebidae.